# Игры островов Индийского океана 1985
II Игры островов Индийского океана прошли в 1985 году в Маврикий. В соревнованиях приняло участие 6 стран (дебютировал Мадагаскар), которые состязались в 13 дисциплинах.

## Медальный зачёт
| Место | Страна              | Золото | Серебро | Бронза | Всего |
| ----- | ------------------- | ------ | ------- | ------ | ----- |
| 1     | Реюньон             | 49     | 45      | 32     | 126   |
| 2     | Маврикий            | 36     | 38      | 52     | 126   |
| 3     | Мадагаскар          | 29     | 27      | 34     | 90    |
| 4     | Сейшельские острова | 6      | 9       | 9      | 24    |
| 5     | Мальдивские острова | 0      | 1       | 0      | 1     |
| 6     | Коморские острова   | 0      | 0       | 7      | 7     |
| Всего | Всего               | 120    | 120     | 134    | 374   |